# シチサンLIVE
シチサンLIVE（シチサンライブ）は、東京都渋谷区のヨシモト∞ホールで2009年から2010年まで行われていた吉本興業主催のお笑いライブである。

## 概要
吉本興業を代表する人気若手芸人が自らのプライドを掛け、トーク・企画をすべてセルフプロデュースし、各曜日隔週でのレギュラー芸人が、ゲストを交えて様々な企画に挑戦するライブである。AGE AGE LIVEのようなネタ見せライブとは異なり、芸人によるフリートークやコーナー企画をメインにした、バラエティー要素の強いライブである。なおライブの模様はYahoo!バラエティにて無料生配信される。
ライブ構成は、前半がその日のMC芸人によるフリートーク、後半がゲストを交えてのコーナー企画(おもにゲームなど)というのがパターンであるが、芸人によるセルフプロデュースであるため、この限りではない。また、ライブ冒頭で、ネタを披露してからフリートークに入る場合もある。

## 出演者
- 2009年1月 - 9月
  - AGEAGELIVEで、Aage・Bage・Cageで構成されていた時に、Aage所属の芸人がMCをしていた。
    - 主なAage所属の芸人
      - アームストロング
      - 犬の心
      - エリートヤンキー
      - LLR
      - カナリア
      - グランジ
      - サカイスト
      - しずる
      - ジューシーズ
      - チーモンチョーチュウ
      - パンサー
      - ピース
      - ブロードキャスト
      - 平成ノブシコブシ
      - ポテト少年団
      - ミルククラウン
      - ライス
      - ラフ・コントロール
- 2009年10月よりMCレギュラー化
- 2009年10月 - 2010年4月
  - 月曜：チーモンチョーチュウ・アームストロング
  - 火曜：ブロードキャスト・ジャングルポケット
  - 水曜：パンサー・イシバシハザマ
  - 木曜：ジューシーズ・ゆったり感
  - 金曜：囲碁将棋・ライス
  - 土曜：チャレンジ枠
- 2010年5月 - 
  - 月曜：チーモンチョーチュウ・ブロードキャスト
  - 火曜：アームストロング・ジャングルポケット
  - 水曜：パンサー・イシバシハザマ
  - 木曜：ジューシーズ・ゆったり感
  - 金曜：ライス・囲碁将棋
  - 土曜：チャレンジ枠
- 各曜日二組の芸人が隔週で担当する。MCに加えて、毎回吉本興業若手芸人のゲストが多数登場するが、MCのみで終わる場合もある。
- 土曜日はチャレンジ枠となっており、レギュラー昇格を狙う芸人が週替わりでMCを務める。